# Mixorthezia pocsi
Mixorthezia pocsi är en insektsart som beskrevs av Konczné Benedicty och Kozár in Kozár 2004. Mixorthezia pocsi ingår i släktet Mixorthezia och familjen vaxsköldlöss.
Artens utbredningsområde är Kuba. Inga underarter finns listade i Catalogue of Life.